# Desnaturalización (bioquímica)
En bioquímica, la desnaturalización es un cambio estructural de las proteínas o ácidos nucleicos, donde pierden su estructura nativa, y de esta forma su óptimo funcionamiento y a veces también cambian sus propiedades físico-químicas-estructurales.

## Desnaturalización de una proteína

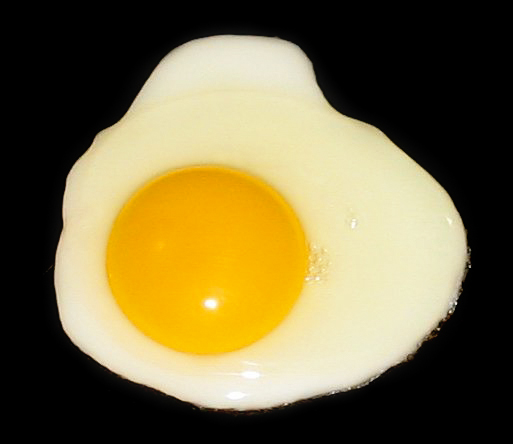
Desnaturalización irreversible de la proteína de la clara de huevo y pérdida de solubilidad, causadas por la alta temperatura (mientras se la fríe).

Las proteínas se desnaturalizan cuando pierden su estructura tridimensional (conformación espacial) y así el característico plegamiento de su estructura. La palabra desnaturalización indica que la estructura se aleja de la forma nativa debido a un importante cambio en su conformación tridimensional.
Las proteínas son polímeros lineales de aminoácidos unidos en una secuencia específica. Son sintetizadas por los ribosomas que "leen" codones de los genes y ensamblan en el orden de aminoácidos por la instrucción genética, en un proceso conocido como traducción. Muchas proteínas recién creadas experimentan una modificación post-traduccional en la que se agregan átomos o moléculas adicionales, como el cobre, zinc y hierro. 
El plegamiento, es decir, el proceso que conduce a la forma tridimensional del polipéptido, ocurre en seguida o a la par de la traducción sin alterar su secuencia, de forma tal que los residuos hidrófobos de la proteína quedan encerrados dentro de su estructura y los elementos hidrófilos quedan expuestos al exterior. Este proceso de plegamiento es espontáneo, pero con frecuencia requiere la asistencia de enzimas especializadas llamadas chaperonas. La forma final de la proteína determina cómo interaccionará con el entorno.
Si la forma de la proteína es alterada por algún factor externo (por ejemplo, aplicándole calor, ácidos o álcalis), no es capaz de cumplir su función celular. Este es el proceso llamado desnaturalización.

### Cómo la desnaturalización afecta a los distintos niveles
- En la desnaturalización de la estructura cuaternaria, las subunidades de proteínas se separan o su posición espacial se corrompen.
- La desnaturalización de la estructura terciaria implica la interrupción de:
  - Enlaces no covalentes dipolo-dipolo entre cadenas laterales polares de aminoácidos.
  - Enlaces dipolo inducidos por fuerzas de Van Der Waals entre cadenas laterales no polares de aminoácidos.
- En la desnaturalización de la estructura secundaria las proteínas pierden todos los patrones de repetición regulares como las hélices alfa y adoptan formas aleatorias.
- La estructura primaria, la secuencia de aminoácidos ligados por enlaces peptídicos, no es interrumpida por la desnaturalización.

En casos extremos de calentamiento o exposición a los agentes desnaturalizantes, se rompen los enlaces covalentes entre las cadenas laterales de los aminoácidos (como los puentes disulfuros entre las cisteínas) o entre los mismos aminoácidos.

### Pérdida de función
La mayoría de las proteínas pierden su función biológica cuando están desnaturalizadas, por ejemplo, las enzimas pierden su actividad catalítica, porque los sustratos no pueden unirse más al centro activo, y porque los residuos del aminoácido implicados en la estabilización de los sustratos no están posicionados para hacerlo.

### Reversibilidad e irreversibilidad

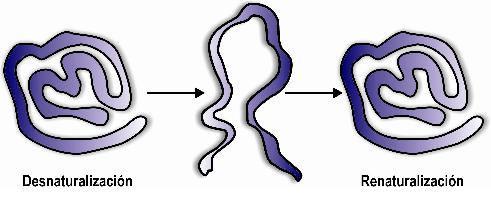
Proteína cuya desnaturalización es reversible.

En muchas proteínas la desnaturalizacion no es reversible; esto depende del grado de modificación de las estructuras de la proteína. Aunque se ha podido revertir procesos de desnaturalización quitando el agente desnaturalizante, en un proceso que puede tardar varias horas, incluso días; esto se debe a que el proceso de reestructuración de la proteína es tentativo, es decir, no asume su forma original inmediatamente, así muchas veces se obtienen estructuras distintas a la inicial, además con otras características como insolubilidad (debido a los agregados polares que puedan unírsele).
Recientemente se ha descubierto que, para una correcta renaturalización, es necesario agregar trazas del agente desnaturalizante.
Esto fue importante históricamente, porque condujo a la noción de que toda la información necesaria para que la proteína adopte su forma nativa se encuentra en la estructura primaria de la proteína, y por lo tanto en el ADN que la codifica.

### Algunos ejemplos comunes
Cuando se cocina el alimento, algunas de sus proteínas se desnaturalizan. Esta es la razón por la cual los huevos hervidos llegan a ser duros y la carne cocinada llega a ser firme. En la preparación de ceviches o carne en un ácido como la naranja se observa que adoptan una coloración blanquecina (esto es debido a la desnaturalización). 
Un ejemplo clásico de desnaturalización de proteínas se da en la clara de los huevos, que son en gran parte albúminas en agua. En los huevos frescos, la clara es transparente y líquida; pero al cocinarse se torna opaca y blanca, formando una masa sólida intercomunicada. Esa misma desnaturalización puede producirse a través de una desnaturalización química, por ejemplo volcándola en un recipiente con acetona. Otro ejemplo es la nata, que se produce por calentamiento de la lactoalbúmina de la leche (y que no tiene nada que ver con la crema).
La proteína de la leche se llama caseína y se desnaturaliza cuando el pH de la leche se modifica. Esto se le conoce en lo cotidiano “Se cortó la leche”. La caseína se desnaturaliza cuando se agrega a un vaso de leche suficiente jugo de limón para modificar el pH de la misma.

## Desnaturalización de ácidos nucleicos
La desnaturalización de ácidos nucleicos como el ADN por altas temperaturas produce una separación de la doble hélice, que ocurre porque los enlaces o puentes de hidrógeno se rompen. 
Esto se utiliza durante la reacción en cadena de la polimerasa; para separar las cadenas del ácido nucleico y permitir la síntesis de la cadena complementaria bajo condiciones controladas. Después, al bajar la temperatura las cadenas se vuelven a unir (renaturalizarse). Si las condiciones son restauradas rápidamente, las cadenas pueden no alinearse correctamente.

## Factores desnaturalizantes
Los agentes que provocan la desnaturalización proteica se llaman agentes desnaturalizantes. Se distinguen agentes físicos (calor) y químicos (detergentes, disolventes orgánicos, pH, fuerza iónica). Como en algunos casos el fenómeno de la desnaturalización es reversible, es posible precipitar proteínas de manera selectiva mediante cambios en:
1. La polaridad del disolvente.
2. La fuerza iónica.
3. El pH.
4. La temperatura.

### Efecto de la polaridad del disolvente sobre la estructura de las proteínas
La polaridad del disolvente disminuye cuando se le añaden sustancias menos polares que el agua como el etanol o la acetona. Con ello disminuye el grado de hidratación de los grupos iónicos superficiales de la molécula proteica, provocando la agregación y precipitación. Los disolventes orgánicos interaccionan con el interior hidrófobo de las proteínas y desorganizan la estructura terciaria, provocando su desnaturalización y precipitación. La acción de los detergentes es similar a la de los disolventes orgánicos.

### Efecto de la fuerza iónica sobre la estructura de las proteínas
A veces es una disminución en la fuerza iónica la que provoca la precipitación. Así, las proteínas que se disuelven en medios salinos pueden desnaturalizarse al dializarlas frente a agua destilada, y se renaturalizan cuando se restaura la fuerza iónica original.

### Efecto del pH sobre la estructura de las proteínas
Los iones H+ y OH- del agua provocan efectos parecidos, pero además de afectar a la envoltura acuosa de las proteínas también lo hace a la carga eléctrica de los grupos ácidos y básicos de las cadenas laterales de los aminoácidos. Esta alteración de la carga superficial de las proteínas elimina las interacciones electrostáticas que estabilizan la estructura terciaria y a menudo provoca su precipitación. La solubilidad de una proteína es mínima en su punto isoeléctrico, ya que su carga neta es cero y desaparece cualquier fuerza de repulsión electrostática que pudiera dificultar la formación de agregados.

### Efecto de la temperatura sobre la estructura de las proteínas
Cuando la temperatura es elevada aumenta la energía cinética de las moléculas con lo que se desorganiza la envoltura acuosa de las proteínas, y se desnaturalizan. Asimismo, un aumento de la temperatura destruye las interacciones débiles y desorganiza la estructura de la proteína, de forma que el interior hidrófobo interacciona con el medio acuoso y se produce la agregación y precipitación de la proteína desnaturalizada.

## Historia
Gracias a las investigaciones del bioquímico Christian Anfinsen, en 1957, mediante los experimentos que realizó con la ribonucleasa (comúnmente RNasa), demostró que es posible que las proteínas se desnaturalicen de manera reversible. Al principio se pensaba que la desnaturalización y pérdida de función en las proteínas era irreversible.
La ribonucleasa es una proteína que está formada por 124 aminoácidos de los cuales 8 son cisteínas (Cys) que forman 4 enlaces disulfuro. El experimento consistió en que Anfinsen agregó a la ribonucleasa urea 8 M (mol/L) y beta-mercaptoetanol, la combinación entre estas dos sustancias provocan la desnaturalización de la proteína anulando sus funciones biológicas.
Pero pudo observar que si eliminaba la urea y el beta-mercaptoetanol, la ribonucleasa recuperaba toda su actividad, lo que implica que los puentes de hidrógeno y los puentes disulfuro de las estructuras secundarias y terciarias se volvieron a formar recuperando su función.
Gracias a esta observación pudo concluir que el plegamiento es espontáneo y es termodinámicamente favorable y que la información sobre el plegamiento reside solo en la cadena lineal, es decir, la configuración estructural de una proteína es una información que se encuentra codificada en la estructura primaria de dicha proteína.